# Алексеев, Сергей Владимирович (купец)
Серге́й Влади́мирович Алексе́ев (15 [27] мая 1836 — 17 [29] января 1893) — русский купец, промышленник и меценат, потомственный почётный гражданин, коммерции советник.
Старшина Московского купеческого общества, член Московского отделения Совета торговли и мануфактур, попечитель Солодовниковской богадельни, почётный смотритель Солодовниковского училища, принимал участие в постройке Александровской больницы.
В 1880-х годах руководил торгово-промышленным товариществом «Владимир Алексеев».
Отец выдающегося актёра Константина Сергеевича Станиславского.

## Биография
Родился 15 (27) мая 1836 года в семье купца 1-й гильдии, потомственного почётного гражданина Владимира Семёновича Алексеева (1795—1862), который в 1862 году учредил промышленное и торговое товарищество «Владимир Алексеев». Мать — Елизавета Александровна Алексеева, урождённой Москвина (1803—1850). Она была дочерью московского купца, коммерции советника Александра Осиповича Москвина (1762—1831) и Евдокии Григорьевны Котовой-Кирьяковой. Дед — Семён Алексеевич Алексеев (1751–1823), купец 1-й гильдии, коммерции советник.
У Владимира Семёновича и Елизаветы Александровны Алексеевой было 8 детей: Александр (1821—1882), Вера (в замужестве Сапожникова; 1823—1877), Надежда (в замужестве Беклемишева; 1825—1865), Семён (1827—1873), Анна (в замужестве Кисловская; 1831—1891), Екатерина (в замужестве Якунчикова; 1833—1858), сам Сергей и Татьяна (в замужестве Костомарова; 1839—1892).

### Деятельность
С 14 лет начал работать в конторе на родовой золотоканительной фабрике Алексеевых «Рогожских». Помимо прочих обязанностей, ему приходилось каждый день убирать, как простому «мальчику» — стирать пыль, подметать полы. Начав свою службу с низшей ступени, Сергей Алексеев с годами дошёл до самой высшей, и после глубокого изучения производства он стал торговым консультантом, основным владельцем фабрики, ежедневно бывая на ней более 40 лет, как и любой из его подчинённых.
В 1862 году, после смерти В. С. Алексеева, золотоканительная фабрика отошла к трём его сыновьям — Александру, Семёну и Сергею. Они создали товарищество, названное в память отца «Владимир Алексеев». Владимир Алексеев оставил большое наследство, в том числе недвижимую собственность. По данным II департамента Московской палаты гражданского суда от 22 ноября 1865 года, оно оценивалось в 660 100 рублей. Наследникам достались четыре больших дома в Тверской, Басманной и Рогожской частях и 29 торговых лавок, находившихся в Городской и Тверской частяхгорода. Торг золотоканительными изделиями производился в Новом овощном ряду, Епанешном ситцевом ряду, Сапожном ряду, Москательном ряду, Охотном ряду, Большом Суровском ряду, у Мытного двора в Семянном (Большом мясном) ряду. Немалый доход Алексеевым давали также 13 амбаров, расположенных в Городской части города.
В 1875—1891 годах он избирался депутатом Городской думы и гласным Московского уездного ведомства. Член выборной Купеческой управы.
В 1881 году Алексеевы учредили на основе товарищества золотоканительного производства Промышленное и торговое товарищество «Владимир Алексеев». У его истоков стояли мануфактур-советник Александр Владимирович Алексеев, коммерции советник Сергей Владимирович Алексеев Кроме золотоканительной фабрики, в состав Промышленного и торгового товарищества вошло ещё несколько предприятий. К концу XIX века оно превратилось в крупнейшую торгово-промышленную фирму, сфера деятельности которой распространилась на многие губернии и регионы России, включая Сибирь, Урал, Среднюю Азию и Украину. С. В. Алексеев модернизировал производство предприятия по западным технологиям.
Работа на фабрике не была любимым делом С. В. Алексеева. Гораздо больше времени он уделял общественным делам. Московские купцы стали доверять Сергею Владимировичу свои общественные дела, а во время русско-турецкой войны (1877—1878) в 1877 году выбрали его своим старшиной. В 1878 году в этом качестве Сергей Владимирович обратился к московским купцам с предложением помочь семьям погибших и инвалидов войны и собрал 1 000 000 рублей. Из них 800 000 рублей было роздано вдовам и сиротам. В том же году С. В. Алексеев по собственной инициативе собрал ещё 400 000 рублей на покупку военных судов для Черноморского Добровольческого флота, из которых 70 000 рублей внёс лично.
Когда Сергей Владимирович Алексеев и Вера Владимировна Сапожникова приобрели усадьбу Любимовку на берегу реки Клязьмы (ныне находится в селе Тарасовка Пушкинского района Московской области), Савва Иванович Мамонтов выстроил на проходящей приблизительно в трёх верстах от Любимовки железнодорожной линии платформу-станцию «Тарасовка» (ныне «Тарасовская»). В 1880-х годах Алексеев стал церковным старостой и благотворителем болшевского прихода села Большево (ныне район города Королёва).
Состоял в родстве с Саввой Ивановичем Мамонтовым и братьями Третьяковыми. В деловых кругах Москвы, а также среди рабочих и крестьян соседних деревень он снискал репутацию «доброго человека, отзывчивого на чужую боль и беду, во всякое дело вкладывающего душу». В январе 1891 года в приюте при Старо-Екатерининской больнице для разнорабочих произошёл пожар, погибло шестеро детей. Приют вскоре восстановили. На собственные деньги Алексеев выстроил и обустроил двухэтажный каменный дом. Но здоровье было сильно подорвано переживаниями о несчастье, которое случилось с подопечными Сергея Владимировича. В 1892 году во время голода Алексеев помогал нуждающимся, отремонтировал школу в Болшеве. При его финансовой помощи была организована народная библиотека, проводились чтения с теневыми картинами. Применение данной технологии проецирования изображения отчасти можно считать прообразом кинематографа.
С. В. Алексеев участвовал в деятельности 11 благотворительных учреждений, в том числе был членом-благотворителем московского комитета Императорского человеколюбивого общества, попечителем Солодовниковской богадельни и почётным смотрителем Солодовниковского училища. Сергей Владимирович внёс пожертвования в размере 100 000 рублей на устройство и содержание Николаевского дома призрения вдов и сирот купеческого сословия.
В 1891—1892 годах здоровье C. В. Алексеева ухудшилось, и поэтому его сыну Константину Сергеевичу Станиславскому пришлось взять на себя заботы по руководству фабрикой. Он вступил в переписку с известными французскими, немецкими и итальянскими инженерами по поводу интересовавших его достижений западноевропейских фабрикантов золотоканительного производства. Константин Сергеевич договорился с соседней золотоканительной фабрикой товарищества «П. Вишняков и А. Шамшин» об объединении обеих фирм, которые раньше конкурировали на русском и мировом рынках.
Скончался 17 (29) января 1893 года. Похоронен на Введенском кладбище.

## Личная жизнь
Жена — Елизавета Васильевна Яковлева (5 апреля 1841 — 12 октября 1904). В 23 года Сергей Владимирович «без памяти» влюбился в приехавшую из Москвы в Санкт-Петербург 18-летнюю девушку Елизавету Васильевну Яковлеву, которая ответила Сергею «полной взаимностью». По представлениям того времени о «весомости» семьи невесты, с точки зрения капитала этой семьи и приданого, Елизавета Васильевна была бесприданница и незаконно рождённая в гражданском браке, то есть неровня Сергею Владимировичу. Однако 3 июля 1859 года они обвенчались, и пара поселилась в родовом рогожском доме Алексеевых, где «полной хозяйкой была энергичная, красивая и властная Елизавета Михайловна». Свёкор Владимир Семёнович Алексеев настороженно принял нежеланную Елизавету Васильевну в дом, но «её красота, редкая доброта, талант (она великолепно играла на фортепиано) и открытость характера вскоре завоевали признание и любовь старика и всех домочадцев», и девушка таким образом вошла в семью Алексеевых.
У пары было десять детей: Владимир Сергеевич Алексеев (самый старший), Константин Сергеевич Станиславский, Зинаида Сергеевна Соколова, Анна Сергеевна Карасюк, Георгий Сергеевич Алексеев, Борис Сергеевич Алексеев, Любовь Сергеевна Алексеева, Павел Сергеевич Алексеев, Мария Сергеевна Аллина. Шестеро из десяти детей стали выдающимися личностями: Владимир и Зинаида — заслуженные артисты РСФСР, Константин — народный артист СССР, Анна и Борис — артисты МХТ, а Георгий организовал в Харькове первый народный общедоступный театр. С. В. Алексеев занимался эстетическим воспитанием своих детей ещё в их раннем детстве, приобретая для них билеты в итальянскую оперу, театр, цирк, посещая совместно балы.
Сергей Владимирович Алексеев, благодаря своему положению среди московских купцов-промышленников, был «достаточно образованным человеком, говорил по-французски и по-немецки, имел прекрасный почерк, был начитан и обладал достаточными математическими и, по-видимому, экономическими познаниями для ведения торговых дел».